# مرحله مقدماتی جام جهانی فوتبال ۲۰۲۲ (آسیا)
مرحلهٔ مقدماتی جام جهانی فوتبال ۲۰۲۲ (آسیا) مسابقاتی از سری مسابقات مقدماتی جام جهانی فوتبال ۲۰۲۲ است که در چهار مرحله برگزار می‌شود و از طریق آن تیم‌های عضو کنفدراسیون فوتبال آسیا در جام جهانی فوتبال ۲۰۲۲ نیز شناخته می‌شوند. قارهٔ آسیا ۴ و نیم سهمیه [بدون احتساب قطر] برای مسابقات جام جهانی فوتبال ۲۰۲۲ دارد.
بنا بر پیشنهاد کمیتهٔ اجرایی کنفدراسیون فوتبال آسیا، مرحلهٔ مقدماتی جام جهانی ۲۰۲۲ با مرحلهٔ مقدماتی جام ملت‌های آسیا ۲۰۲۳ که با ۲۴ تیم برگزار می‌شود، ادغام گردید؛ بنابراین دو دور اول مقدماتی جام جهانی ۲۰۲۲ نیز به عنوان بخشی از مقدماتی جام ملت‌های آسیا ۲۰۲۳ محسوب می‌شود. هم‌اکنون این رقابت در بازی ئی فوتبال ۲۰۲۲ قابل انجام می‌باشد. تیم ملی فوتبال ایران در مرحله سوم با پیروزی ۱ بر ۰ برابر عراق سریعترین صعود تاریخ خود را به جام جهانی رقم زد

## ساختار
- دور اول: ۱۲ تیم (تیم‌های ردهٔ ۳۵ تا ۴۶ آسیا) به صورت رفت و برگشت با یکدیگر دیدار می‌کنند و ۶ تیم برنده به دور دوم راه پیدا می‌کنند.[۳]
- دور دوم: ۴۰ تیم (تیم‌های ردهٔ ۱ تا ۳۴ آسیا و شش تیم برندهٔ دور اول) در هشت گروه پنج تیمی قرار می‌گیرند و به صورت رفت و برگشت به مصاف یکدیگر می‌روند. تیم‌های اول هر گروه و چهار تیم دوم برتر گروه‌ها، به دور سوم مقدماتی جام جهانی ۲۰۲۲ و جام ملت‌های آسیا ۲۰۲۳ راه پیدا می‌کنند.
- دور سوم: ۱۲ تیم که از مرحلهٔ دوم صعود کرده‌اند، در دو گروه شش تیمی قرار می‌گیرند و به صورت رفت و برگشت با یکدیگر به رقابت می‌پردازند. تیم‌های اول و دوم هر گروه به‌طور مستقیم به مسابقات جام جهانی ۲۰۲۲ صعود می‌کنند. تیم‌های سوم این دو گروه در دور چهارم با یکدیگر رقابت می‌کنند.
- دور چهارم: ۲ تیم سوم گروه‌ها در دور سوم، به صورت رفت و برگشت با یکدیگر رقابت می‌کنند. برندهٔ دور چهارم نیز در مرحلهٔ پلی‌آف میان‌قاره‌ای حضور پیدا می‌کند و در صورت پیروزی برابر حریف خود به جام جهانی ۲۰۲۲ راه پیدا می‌کند.

## تیم‌ها
۴۶ تیم در مرحله مقدماتی جام جهانی فوتبال ۲۰۲۲ (آسیا) حضور دارند. رده‌بندی زیر بر طبق رده‌بندی جهانی فیفا در آوریل ۲۰۱۹ می‌باشد.
| حضور از دور دوم (رده‌های ۱ تا ۳۴ آسیا) | حضور از دور اول (رده‌های ۳۵ تا ۴۶ آسیا) |
| --- | --- |
| 1. ایران (۲۰) 2. ژاپن (۲۴) 3. کرهٔ جنوبی (۳۷) 4. استرالیا (۴۱) 5. قطر (۵۵) 6. امارات متحدهٔ عربی (۶۷) 7. عربستان سعودی (۷۲) 8. چین (۷۴) 9. عراق (۷۶) 10. سوریه (۸۳) 11. ازبکستان (۸۵) 12. لبنان (۸۶) 13. عمان (۸۶) 14. قرقیزستان (۹۵) 15. اردن (۹۷) 16. ویتنام (۹۸) 17. فلسطین (۹۹) 18. هند (۱۰۱) 19. بحرین (۱۱۱) 20. تایلند (۱۱۴) 21. تاجیکستان (۱۲۰) 22. کرهٔ شمالی (۱۲۱) 23. فیلیپین (۱۲۴) 24. تایوان (۱۲۵) 25. ترکمنستان (۱۳۶) 26. برمه (۱۴۰) 27. هنگ کنگ (۱۴۱) 28. یمن (۱۴۶) 29. افغانستان (۱۴۹) 30. مالدیو (۱۵۱) 31. کویت (۱۵۶) 32. اندونزی (۱۵۹) 33. سنگاپور (۱۶۰) 34. نپال (161) | 1. مالزی (۱۶۸) 2. کامبوج (۱۷۳) 3. ماکائو (۱۸۳) 4. لائوس (۱۸۴) 5. بوتان (۱۸۶) 6. مغولستان (۱۸۷) 7. بنگلادش (۱۸۸) 8. گوآم (۱۹۳) 9. برونئی (۱۹۴) 10. تیمور شرقی (۱۹۵) 11. پاکستان (۲۰۰) 12. سری‌لانکا (۲۰۲) |

## تقویم مسابقات
| دور     | روز مسابقه    | تاریخ           |
| ------- | ------------- | --------------- |
| دور اول | بازی اول      | ۶ ژوئن ۲۰۱۹     |
| دور اول | بازی دوم      | ۱۱ ژوئن ۲۰۱۹    |
| دور دوم | روز مسابقه ۱  | ۵ سپتامبر ۲۰۱۹  |
| دور دوم | روز مسابقه ۲  | ۱۰ سپتامبر ۲۰۱۹ |
| دور دوم | روز مسابقه ۳  | ۱۰ اکتبر ۲۰۱۹   |
| دور دوم | روز مسابقه ۴  | ۱۵ اکتبر ۲۰۱۹   |
| دور دوم | روز مسابقه ۵  | ۱۴ نوامبر ۲۰۱۹  |
| دور دوم | روز مسابقه ۶  | ۱۹ نوامبر ۲۰۱۹  |
| دور دوم | روز مسابقه ۷  | ۲۶ مارس ۲۰۲۰    |
| دور دوم | روز مسابقه ۸  | ۳۱ مارس ۲۰۲۰    |
| دور دوم | روز مسابقه ۹  | ۴ ژوئن ۲۰۲۰     |
| دور دوم | روز مسابقه ۱۰ | ۹ ژوئن ۲۰۲۰     |

| دور       | روز مسابقه    | تاریخ          |
| --------- | ------------- | -------------- |
| دور سوم   | روز مسابقه ۱  | ۲ سپتامبر ۲۰۲۱ |
| دور سوم   | روز مسابقه ۲  | ۷ سپتامبر ۲۰۲۱ |
| دور سوم   | روز مسابقه ۳  | ۷ اکتبر ۲۰۲۱   |
| دور سوم   | روز مسابقه ۴  | ۱۲ اکتبر ۲۰۲۱  |
| دور سوم   | روز مسابقه ۵  | ۱۱ نوامبر ۲۰۲۱ |
| دور سوم   | روز مسابقه ۶  | ۱۶ نوامبر ۲۰۲۱ |
| دور سوم   | روز مسابقه ۷  | ۲۷ ژانویه ۲۰۲۲ |
| دور سوم   | روز مسابقه ۸  | ۱ فوریه ۲۰۲۲   |
| دور سوم   | روز مسابقه ۹  | ۲۴ مارس ۲۰۲۲   |
| دور سوم   | روز مسابقه ۱۰ | ۲۹ مارس ۲۰۲۲   |
| دور چهارم | بازی اول      | ژوئن ۲۰۲۲      |
| دور چهارم | بازی دوم      | ژوئن ۲۰۲۲      |

## مرحله اول
از مجموع ۱۲ تیم دور اول، ۶ تیمی که در مجموع دو بازی رفت و برگشت به برتری رسیدند، به دور دوم صعود کردند.
| تیم ۱    | نتیجه‌نهایی | تیم ۲      | بازی رفت | بازی برگشت |
| -------- | ---------- | ---------- | -------- | ---------- |
| مغولستان | ۳–۲        | برونئی     | ۲–۰      | ۱–۲        |
| ماکائو   | ۱–۳        | سری‌لانکا   | ۱–۰      | ۰–۳        |
| لائوس    | ۰–۱        | بنگلادش    | ۰–۱      | ۰–۰        |
| مالزی    | ۱۲–۲       | تیمور شرقی | ۷–۱      | ۵–۱        |
| کامبوج   | ۴–۱        | پاکستان    | ۲–۰      | ۲–۱        |
| بوتان    | ۱–۵        | گوآم       | ۱–۰      | ۰–۵        |

## مرحله دوم

### سیدبندی
سیدبندی تیم‌های دور دوم بر طبق رده‌بندی جهانی فیفا در ژوئن ۲۰۱۹ انجام گرفت.

۴۰ تیم در ۵ گلدان ۸ تیمی قرار گرفتند.
| سید ۱ | سید ۲ | سید ۳ |
| --- | --- | --- |
| 1. ایران (29) 2. ژاپن (۲۸) 3. کرهٔ جنوبی (۳۷) 4. استرالیا (۴۳) 5. قطر (۵۵) 6. امارات متحدهٔ عربی (۶۷) 7. عربستان سعودی (۶۹) 8. چین (۷۳) | 1. عراق (۷۷) 2. ازبکستان (۸۲) 3. سوریه (۸۵) 4. عمان (۸۶) 5. لبنان (۸۶) 6. قرقیزستان (۹۵) 7. ویتنام (۹۶) 8. اردن (۹۸)               | 1. فلسطین (۱۰۰) 2. هند (۱۰۱) 3. بحرین (۱۱۰) 4. تایلند (۱۱۶) 5. تاجیکستان (۱۲۰) 6. کرهٔ شمالی (۱۲۲) 7. تایوان (۱۲۵) 8. فیلیپین (۱۲۶) |
| سید ۴ | سید ۵ | |
| 1. ترکمنستان (۱۳۵) 2. برمه (۱۳۸) 3. هنگ کنگ (۱۴۱) 4. یمن (۱۴۴) 5. افغانستان (۱۴۹) 6. مالدیو (۱۵۱) 7. کویت (۱۵۶) 8. مالزی (۱۵۹)        | 1. اندونزی (۱۶۰) 2. سنگاپور (۱۶۲) 3. نپال (۱۶۵) 4. کامبوج (۱۶۹) 5. بنگلادش (۱۸۳) 6. مغولستان (۱۸۷) 7. گوآم (۱۹۰) 8. سری‌لانکا (۲۰۱) | |

### گروه‌ها

#### گروه A
| رتبه | تیم      | بازی | برد | مساوی | باخت | گل زده | گل خورده | گل تفاضل | امتیاز | صلاحیت                                                           |
| ---- | -------- | ---- | --- | ----- | ---- | ------ | -------- | -------- | ------ | ---------------------------------------------------------------- |
| ۱    | سوریه    | ۸    | ۷   | ۰     | ۱    | ۲۲     | ۷        | ۱۵+      | ۲۱     | مرحله سوم و جام ملت‌های آسیا ۲۰۲۳                                 |
| ۲    | چین      | ۸    | ۶   | ۱     | ۱    | ۳۰     | ۳        | ۲۷+      | ۱۹     | مرحله سوم و جام ملت‌های آسیا یا مرحله سوم مقدماتی جام ملت‌های آسیا |
| ۳    | فیلیپین  | ۸    | ۳   | ۲     | ۳    | ۱۲     | ۱۱       | ۱+       | ۱۱     | مرحله سوم مقدماتی جام ملت‌های آسیا ۲۰۲۳                           |
| ۴    | مالدیو   | ۸    | ۲   | ۱     | ۵    | ۷      | ۲۰       | ۱۳−      | ۷      | مرحله سوم مقدماتی جام ملت‌های آسیا یا مرحله حذفی                  |
| ۵    | گوآم (Z) | ۸    | ۰   | ۰     | ۸    | ۲      | ۳۲       | ۳۰−      | ۰      | مرحله حذفی مقدماتی جام ملت‌های آسیا                               |

1. ↑  The four best runners-up across all groups will advance to the مرحله مقدماتی جام جهانی فوتبال ۲۰۲۲ (آسیا) and جام ملت‌های آسیا ۲۰۲۳. The remaining four runners-up will advance to the مرحله مقدماتی جام ملت‌های آسیا ۲۰۲۳
2. ↑  The four best fourth-placed teams across all groups will advance to the مرحله مقدماتی جام ملت‌های آسیا ۲۰۲۳. The remaining four fourth-placed teams will advance to the مرحله مقدماتی جام ملت‌های آسیا ۲۰۲۳.

#### گروه B
| رتبه | تیم        | بازی | برد | مساوی | باخت | گل زده | گل خورده | گل تفاضل | امتیاز | صلاحیت                                                           |
| ---- | ---------- | ---- | --- | ----- | ---- | ------ | -------- | -------- | ------ | ---------------------------------------------------------------- |
| ۱    | استرالیا   | ۸    | ۸   | ۰     | ۰    | ۲۸     | ۲        | ۲۶+      | ۲۴     | مرحله سوم و جام ملت‌های آسیا ۲۰۲۳                                 |
| ۲    | کویت       | ۸    | ۴   | ۲     | ۲    | ۱۹     | ۷        | ۱۲+      | ۱۴     | مرحله سوم و جام ملت‌های آسیا یا مرحله سوم مقدماتی جام ملت‌های آسیا |
| ۳    | اردن       | ۸    | ۴   | ۲     | ۲    | ۱۳     | ۳        | ۱۰+      | ۱۴     | مرحله سوم مقدماتی جام ملت‌های آسیا ۲۰۲۳                           |
| ۴    | نپال (Y)   | ۸    | ۲   | ۰     | ۶    | ۴      | ۲۲       | ۱۸−      | ۶      | مرحله سوم مقدماتی جام ملت‌های آسیا یا مرحله حذفی                  |
| ۵    | تایوان (Z) | ۸    | ۰   | ۰     | ۸    | ۴      | ۳۴       | ۳۰−      | ۰      | مرحله حذفی مقدماتی جام ملت‌های آسیا                               |

1. ↑  The four best runners-up across all groups will advance to the مرحله مقدماتی جام جهانی فوتبال ۲۰۲۲ (آسیا) and جام ملت‌های آسیا ۲۰۲۳. The remaining four runners-up will advance to the مرحله مقدماتی جام ملت‌های آسیا ۲۰۲۳
2. ↑  The four best fourth-placed teams across all groups will advance to the مرحله مقدماتی جام ملت‌های آسیا ۲۰۲۳. The remaining four fourth-placed teams will advance to the مرحله مقدماتی جام ملت‌های آسیا ۲۰۲۳.

#### گروه C
| رتبه | تیم        | بازی | برد | مساوی | باخت | گل زده | گل خورده | گل تفاضل | امتیاز | صلاحیت                                                           |
| ---- | ---------- | ---- | --- | ----- | ---- | ------ | -------- | -------- | ------ | ---------------------------------------------------------------- |
| ۱    | ایران      | ۸    | ۶   | ۰     | ۲    | ۳۴     | ۴        | ۳۰+      | ۱۸     | مرحله سوم و جام ملت‌های آسیا ۲۰۲۳                                 |
| ۲    | عراق       | ۸    | ۵   | ۲     | ۱    | ۱۴     | ۴        | ۱۰+      | ۱۷     | مرحله سوم و جام ملت‌های آسیا یا مرحله سوم مقدماتی جام ملت‌های آسیا |
| ۳    | بحرین      | ۸    | ۴   | ۳     | ۱    | ۱۵     | ۴        | ۱۱+      | ۱۵     | مرحله سوم مقدماتی جام ملت‌های آسیا ۲۰۲۳                           |
| ۴    | هنگ کنگ    | ۸    | ۱   | ۲     | ۵    | ۴      | ۱۳       | ۹−       | ۵      | مرحله سوم مقدماتی جام ملت‌های آسیا یا مرحله حذفی                  |
| ۵    | کامبوج (Y) | ۸    | ۰   | ۱     | ۷    | ۲      | ۴۴       | ۴۲−      | ۱      | مرحله حذفی مقدماتی جام ملت‌های آسیا                               |

1. ↑  The four best runners-up across all groups will advance to the مرحله مقدماتی جام جهانی فوتبال ۲۰۲۲ (آسیا) and جام ملت‌های آسیا ۲۰۲۳. The remaining four runners-up will advance to the مرحله مقدماتی جام ملت‌های آسیا ۲۰۲۳
2. ↑  The four best fourth-placed teams across all groups will advance to the مرحله مقدماتی جام ملت‌های آسیا ۲۰۲۳. The remaining four fourth-placed teams will advance to the مرحله مقدماتی جام ملت‌های آسیا ۲۰۲۳.

#### گروه D
| رتبه | تیم           | بازی | برد | مساوی | باخت | گل زده | گل خورده | گل تفاضل | امتیاز | صلاحیت                                                           |
| ---- | ------------- | ---- | --- | ----- | ---- | ------ | -------- | -------- | ------ | ---------------------------------------------------------------- |
| ۱    | عربستان سعودی | ۸    | ۶   | ۲     | ۰    | ۲۲     | ۴        | ۱۸+      | ۲۰     | مرحله سوم و جام ملت‌های آسیا ۲۰۲۳                                 |
| ۲    | ازبکستان      | ۸    | ۵   | ۰     | ۳    | ۱۸     | ۹        | ۹+       | ۱۵     | مرحله سوم و جام ملت‌های آسیا یا مرحله سوم مقدماتی جام ملت‌های آسیا |
| ۳    | فلسطین        | ۸    | ۳   | ۱     | ۴    | ۱۰     | ۱۰       | ۰        | ۱۰     | مرحله سوم مقدماتی جام ملت‌های آسیا ۲۰۲۳                           |
| ۴    | سنگاپور       | ۸    | ۲   | ۱     | ۵    | ۷      | ۲۲       | ۱۵−      | ۷      | مرحله سوم مقدماتی جام ملت‌های آسیا یا مرحله حذفی                  |
| ۵    | یمن           | ۸    | ۱   | ۲     | ۵    | ۶      | ۱۸       | ۱۲−      | ۵      | مرحله حذفی مقدماتی جام ملت‌های آسیا                               |

1. ↑  The four best runners-up across all groups will advance to the مرحله مقدماتی جام جهانی فوتبال ۲۰۲۲ (آسیا) and جام ملت‌های آسیا ۲۰۲۳. The remaining four runners-up will advance to the مرحله مقدماتی جام ملت‌های آسیا ۲۰۲۳
2. ↑  The four best fourth-placed teams across all groups will advance to the مرحله مقدماتی جام ملت‌های آسیا ۲۰۲۳. The remaining four fourth-placed teams will advance to the مرحله مقدماتی جام ملت‌های آسیا ۲۰۲۳.

#### گروه E
| رتبه | تیم           | بازی | برد | مساوی | باخت | گل زده | گل خورده | گل تفاضل | امتیاز | صلاحیت                                                           |
| ---- | ------------- | ---- | --- | ----- | ---- | ------ | -------- | -------- | ------ | ---------------------------------------------------------------- |
| ۱    | قطر           | ۸    | ۷   | ۱     | ۰    | ۱۸     | ۱        | ۱۷+      | ۲۲     | مرحله سوم و جام ملت‌های آسیا ۲۰۲۳                                 |
| ۲    | عمان          | ۸    | ۶   | ۰     | ۲    | ۱۶     | ۶        | ۱۰+      | ۱۸     | مرحله سوم و جام ملت‌های آسیا یا مرحله سوم مقدماتی جام ملت‌های آسیا |
| ۳    | هند (Y)       | ۸    | ۱   | ۴     | ۳    | ۶      | ۷        | ۱−       | ۷      | مرحله سوم مقدماتی جام ملت‌های آسیا ۲۰۲۳                           |
| ۴    | افغانستان (Y) | ۸    | ۱   | ۳     | ۴    | ۵      | ۱۵       | ۱۰−      | ۶      | مرحله سوم مقدماتی جام ملت‌های آسیا یا مرحله حذفی                  |
| ۵    | بنگلادش (Y)   | ۸    | ۰   | ۲     | ۶    | ۳      | ۱۹       | ۱۶−      | ۲      | مرحله حذفی مقدماتی جام ملت‌های آسیا                               |

1. ↑  Qatar's group spot was changed from E1 to E5 due to their participation in the کوپا آمریکا ۲۰۲۰.
2. ↑  The four best runners-up across all groups will advance to the مرحله مقدماتی جام جهانی فوتبال ۲۰۲۲ (آسیا) and جام ملت‌های آسیا ۲۰۲۳. The remaining four runners-up will advance to the مرحله مقدماتی جام ملت‌های آسیا ۲۰۲۳
3. ↑  The four best fourth-placed teams across all groups will advance to the مرحله مقدماتی جام ملت‌های آسیا ۲۰۲۳. The remaining four fourth-placed teams will advance to the مرحله مقدماتی جام ملت‌های آسیا ۲۰۲۳.

#### گروه F
| رتبه | تیم       | بازی | برد | مساوی | باخت | گل زده | گل خورده | گل تفاضل | امتیاز | صلاحیت                                                           |
| ---- | --------- | ---- | --- | ----- | ---- | ------ | -------- | -------- | ------ | ---------------------------------------------------------------- |
| ۱    | ژاپن      | ۸    | ۸   | ۰     | ۰    | ۴۶     | ۲        | ۴۴+      | ۲۴     | مرحله سوم و جام ملت‌های آسیا ۲۰۲۳                                 |
| ۲    | تاجیکستان | ۸    | ۴   | ۱     | ۳    | ۱۴     | ۱۲       | ۲+       | ۱۳     | مرحله سوم و جام ملت‌های آسیا یا مرحله سوم مقدماتی جام ملت‌های آسیا |
| ۳    | قرقیزستان | ۸    | ۳   | ۱     | ۴    | ۱۹     | ۱۲       | ۷+       | ۱۰     | مرحله سوم مقدماتی جام ملت‌های آسیا ۲۰۲۳                           |
| ۴    | مغولستان  | ۸    | ۲   | ۰     | ۶    | ۳      | ۲۷       | ۲۴−      | ۶      | مرحله سوم مقدماتی جام ملت‌های آسیا یا مرحله حذفی                  |
| ۵    | برمه      | ۸    | ۲   | ۰     | ۶    | ۶      | ۳۵       | ۲۹−      | ۶      | مرحله حذفی مقدماتی جام ملت‌های آسیا                               |

1. ↑  The four best runners-up across all groups will advance to the مرحله مقدماتی جام جهانی فوتبال ۲۰۲۲ (آسیا) and جام ملت‌های آسیا ۲۰۲۳. The remaining four runners-up will advance to the مرحله مقدماتی جام ملت‌های آسیا ۲۰۲۳
2. ↑  The four best fourth-placed teams across all groups will advance to the مرحله مقدماتی جام ملت‌های آسیا ۲۰۲۳. The remaining four fourth-placed teams will advance to the مرحله مقدماتی جام ملت‌های آسیا ۲۰۲۳.

#### گروه G
| رتبه | تیم               | بازی | برد | مساوی | باخت | گل زده | گل خورده | گل تفاضل | امتیاز | صلاحیت                                                           |
| ---- | ----------------- | ---- | --- | ----- | ---- | ------ | -------- | -------- | ------ | ---------------------------------------------------------------- |
| ۱    | امارات متحدهٔ عربی | ۸    | ۶   | ۰     | ۲    | ۲۳     | ۷        | ۱۶+      | ۱۸     | مرحله سوم و جام ملت‌های آسیا ۲۰۲۳                                 |
| ۲    | ویتنام            | ۸    | ۵   | ۲     | ۱    | ۱۳     | ۵        | ۸+       | ۱۷     | مرحله سوم و جام ملت‌های آسیا یا مرحله سوم مقدماتی جام ملت‌های آسیا |
| ۳    | مالزی             | ۸    | ۴   | ۰     | ۴    | ۱۰     | ۱۲       | ۲−       | ۱۲     | مرحله سوم مقدماتی جام ملت‌های آسیا ۲۰۲۳                           |
| ۴    | تایلند            | ۸    | ۲   | ۳     | ۳    | ۹      | ۹        | ۰        | ۹      | مرحله سوم مقدماتی جام ملت‌های آسیا یا مرحله حذفی                  |
| ۵    | اندونزی (Z)       | ۸    | ۰   | ۱     | ۷    | ۵      | ۲۷       | ۲۲−      | ۱      | مرحله حذفی مقدماتی جام ملت‌های آسیا                               |

1. ↑  The four best runners-up across all groups will advance to the مرحله مقدماتی جام جهانی فوتبال ۲۰۲۲ (آسیا) and جام ملت‌های آسیا ۲۰۲۳. The remaining four runners-up will advance to the مرحله مقدماتی جام ملت‌های آسیا ۲۰۲۳
2. ↑  The four best fourth-placed teams across all groups will advance to the مرحله مقدماتی جام ملت‌های آسیا ۲۰۲۳. The remaining four fourth-placed teams will advance to the مرحله مقدماتی جام ملت‌های آسیا ۲۰۲۳.

#### گروه H
| رتبه | تیم           | بازی | برد | مساوی | باخت | گل زده | گل خورده | گل تفاضل | امتیاز | صلاحیت                                                           |
| ---- | ------------- | ---- | --- | ----- | ---- | ------ | -------- | -------- | ------ | ---------------------------------------------------------------- |
| ۱    | کرهٔ جنوبی     | ۶    | ۵   | ۱     | ۰    | ۲۲     | ۱        | ۲۱+      | ۱۶     | مرحله سوم و جام ملت‌های آسیا ۲۰۲۳                                 |
| ۲    | لبنان         | ۶    | ۳   | ۱     | ۲    | ۱۱     | ۸        | ۳+       | ۱۰     | مرحله سوم و جام ملت‌های آسیا یا مرحله سوم مقدماتی جام ملت‌های آسیا |
| ۳    | ترکمنستان     | ۶    | ۳   | ۰     | ۳    | ۸      | ۱۱       | ۳−       | ۹      | مرحله سوم مقدماتی جام ملت‌های آسیا ۲۰۲۳                           |
| ۴    | سری‌لانکا (Z)  | ۶    | ۰   | ۰     | ۶    | ۲      | ۲۳       | ۲۱−      | ۰      | مرحله سوم مقدماتی جام ملت‌های آسیا یا مرحله حذفی                  |
| ۵    | کرهٔ شمالی (W) | ۱    | ۰   | ۰     | ۱    | ۰      | ۰        | ۰        | ۰      | مرحله حذفی مقدماتی جام ملت‌های آسیا                               |

1. ↑  The four best runners-up across all groups will advance to the مرحله مقدماتی جام جهانی فوتبال ۲۰۲۲ (آسیا) and جام ملت‌های آسیا ۲۰۲۳. The remaining four runners-up will advance to the مرحله مقدماتی جام ملت‌های آسیا ۲۰۲۳
2. ↑  The four best fourth-placed teams across all groups will advance to the مرحله مقدماتی جام ملت‌های آسیا ۲۰۲۳. The remaining four fourth-placed teams will advance to the مرحله مقدماتی جام ملت‌های آسیا ۲۰۲۳.

### رتبه‌بندی برترین تیم‌های دوم
با توجه به انصراف کره شمالی از ادامه رقابتها، گروه H چهار تیمی شد و برای محاسبه تیم‌های دوم صعود کرده گروه‌ها نتایج تیم‌های آخر گروه‌ها با تیم‌های دوم حذف می‌شود.
| رتبه | تیم       | گروه | بازی | برد | مساوی | باخت | گل‌زده | گل‌خورده | تفاضل‌گل | امتیاز | راه‌یابی                           |
| ---- | --------- | ---- | ---- | --- | ----- | ---- | ----- | ------- | ------- | ------ | --------------------------------- |
| ۱    | چین       | A    | ۶    | ۴   | ۱     | ۱    | ۱۶    | ۳       | ۱۳+     | ۱۳     | مرحله سوم و جام ملت‌های آسیا       |
| ۲    | عمان      | E    | ۶    | ۴   | ۰     | ۲    | ۹     | ۵       | ۴+      | ۱۲     | مرحله سوم و جام ملت‌های آسیا       |
| ۳    | عراق      | C    | ۶    | ۳   | ۲     | ۱    | ۶     | ۳       | ۳+      | ۱۱     | مرحله سوم و جام ملت‌های آسیا       |
| ۴    | ویتنام    | G    | ۶    | ۳   | ۲     | ۱    | ۶     | ۴       | ۲+      | ۱۱     | مرحله سوم و جام ملت‌های آسیا       |
| ۵    | لبنان     | H    | ۶    | ۳   | ۱     | ۲    | ۱۱    | ۸       | ۳+      | ۱۰     | مرحله سوم و جام ملت‌های آسیا       |
| ۶    | تاجیکستان | F    | ۶    | ۳   | ۱     | ۲    | ۷     | ۸       | ۱-      | ۱۰     | مرحله سوم انتخابی جام ملت‌های آسیا |
| ۷    | ازبکستان  | D    | ۶    | ۳   | ۰     | ۳    | ۱۲    | ۹       | ۳+      | ۹      | مرحله سوم انتخابی جام ملت‌های آسیا |
| ۸    | کویت      | B    | ۶    | ۲   | ۲     | ۲    | ۸     | ۶       | ۲+      | ۸      | مرحله سوم انتخابی جام ملت‌های آسیا |

قطر در گروه E رتبه اول را کسب کرد و چون به عنوان میزبان جام جهانی فوتبال ۲۰۲۲ در این مسابقات به صورت مستقیم حضور دارد، پنجمین تیم دوم هم صعود می‌کند.

## مرحله سوم
قرعه‌کشی دور سوم در تاریخ ۱ ژوئیه ۲۰۲۱ (۱۰ تیر ۱۴۰۰) در کوالالامپور، مالزی برگزار گردید.

### گروه A
| رتبه | تیم               | بازی | برد | مساوی | باخت | گل زده | گل خورده | گل تفاضل | امتیاز | صلاحیت                        |     |     |     |     |     |     |     |
| ---- | ----------------- | ---- | --- | ----- | ---- | ------ | -------- | -------- | ------ | ----------------------------- | --- | --- | --- | --- | --- | --- | --- |
| ۱    | ایران             | ۱۰   | ۸   | ۱     | ۱    | ۱۵     | ۴        | ۱۱+      | ۲۵     | صعود به جام جهانی فوتبال ۲۰۲۲ |     | —   | 1–1 | 1–0 | 1–0 | 1–0 | 2–0 |
| ۲    | کرهٔ جنوبی         | ۱۰   | ۷   | ۲     | ۱    | ۱۳     | ۳        | ۱۰+      | ۲۳     | صعود به جام جهانی فوتبال ۲۰۲۲ |     | 2–0 | —   | 1–0 | 0–0 | 2–1 | 1–0 |
| ۳    | امارات متحدهٔ عربی | ۱۰   | ۳   | ۳     | ۴    | ۷      | ۷        | ۰        | ۱۲     | صعود مرحله چهارم              |     | 0–1 | 1–0 | —   | 2–2 | 2–0 | 0–0 |
| ۴    | عراق              | ۱۰   | ۱   | ۶     | ۳    | ۶      | ۱۲       | ۶−       | ۹      |                               |     | 0–3 | 0–3 | 1–0 | —   | 1–1 | 0–0 |
| ۵    | سوریه             | ۱۰   | ۱   | ۳     | ۶    | ۹      | ۱۶       | ۷−       | ۶      |                               | 0–3 | 0–2 | 1–1 | 1–1 | —   | 2–3 |     |
| ۶    | لبنان             | ۱۰   | ۱   | ۳     | ۶    | ۵      | ۱۳       | ۸−       | ۶      |                               | 1–2 | 0–1 | 0–1 | 1–1 | 0–3 | —   |     |

### گروه B
| رتبه | تیم           | بازی | برد | مساوی | باخت | گل زده | گل خورده | گل تفاضل | امتیاز | صلاحیت                        |     |     |     |     |     |     |     |
| ---- | ------------- | ---- | --- | ----- | ---- | ------ | -------- | -------- | ------ | ----------------------------- | --- | --- | --- | --- | --- | --- | --- |
| ۱    | عربستان سعودی | ۱۰   | ۷   | ۲     | ۱    | ۱۲     | ۶        | ۶+       | ۲۳     | صعود به جام جهانی فوتبال ۲۰۲۲ |     | —   | 1–0 | 1–0 | 1–0 | 3–2 | 3–1 |
| ۲    | ژاپن          | ۱۰   | ۷   | ۱     | ۲    | ۱۲     | ۴        | ۸+       | ۲۲     | صعود به جام جهانی فوتبال ۲۰۲۲ |     | 2–0 | —   | 2–1 | 0–1 | 2–0 | 1–1 |
| ۳    | استرالیا      | ۱۰   | ۴   | ۳     | ۳    | ۱۵     | ۹        | ۶+       | ۱۵     | صعود به مرحله چهارم           |     | 0–0 | 0–2 | —   | 3–1 | 3–0 | 4–0 |
| ۴    | عمان          | ۱۰   | ۴   | ۲     | ۴    | ۱۱     | ۱۰       | ۱+       | ۱۴     |                               |     | 0–1 | 0–1 | 2–2 | —   | 2–0 | 3–1 |
| ۵    | چین           | ۱۰   | ۱   | ۳     | ۶    | ۹      | ۱۹       | ۱۰−      | ۶      |                               | 1–1 | 0–1 | 1–1 | 1–1 | —   | 3–2 |     |
| ۶    | ویتنام        | ۱۰   | ۱   | ۱     | ۸    | ۸      | ۱۹       | ۱۱−      | ۴      |                               | 0–1 | 0–1 | 0–1 | 0–1 | 3–1 | —   |     |

## مرحله چهارم
| تیم ۱             | نتیجه | تیم ۲    |
| ----------------- | ----- | -------- |
| امارات متحدهٔ عربی | ۱–۲   | استرالیا |

## تیم‌های راه یافته
تیم‌های صعود کرده به جام جهانی فوتبال ۲۰۲۲
| تیم           | نحوه راه‌یابی                                      | تاریخ راه‌یابی  | حضورهای پیشین در تورنمنت                                        | بهترین حضور در گذشته      |
| قطر           | میزبان                                            | ۲ دسامبر ۲۰۱۰  | ۰ (نخستین حضور)                                                 | _                         |
| ایران         | تیم اول گروه A مرحله سوم ای اف اسی                | ۲۷ ژانویه ۲۰۲۲ | ۵ (۱۹۷۸، ۱۹۹۸، ۲۰۰۶، ۲۰۱۴، ۲۰۱۸)                                | مرحله گروهی (۲۰۱۸)        |
| کرهٔ جنوبی     | تیم دوم گروه A مرحله سوم ای اف سی                 | ۱ فوریه ۲۰۲۲   | ۱۰ (۱۹۵۴، ۱۹۸۶، ۱۹۹۰، ۱۹۹۴، ۱۹۹۸، ۲۰۰۲، ۲۰۰۶، ۲۰۱۰، ۲۰۱۴، ۲۰۱۸) | مقام چهارم (۲۰۰۲)         |
| ژاپن          | تیم دوم گروه B مرحله سوم ای اف سی                 | ۲۴ مارس ۲۰۲۲   | ۶ (۱۹۹۸، ۲۰۰۲، ۲۰۰۶، ۲۰۱۰، ۲۰۱۴، ۲۰۱۸)                          | یک‌هشتم نهایی (۲۰۰۲، ۲۰۱۸) |
| عربستان سعودی | تیم اول گروه A مرحله سوم ای اف سی                 | ۲۴ مارس ۲۰۲۲   | ۵ (۱۹۹۴، ۱۹۹۸، ۲۰۰۲، ۲۰۰۶، ۲۰۱۸)                                | یک‌هشتم نهایی (۱۹۹۴)       |
| استرالیا      | برنده پلی اف بین کنفدراسیون‌های ای اف سی و کونمبول | ۱۳ ژوئن ۲۰۲۲   | ۵ (۱۹۷۴، ۲۰۰۶، ۲۰۱۰، ۲۰۱۴، ۲۰۱۸)                                | یک‌هشتم نهایی (۲۰۰۶)       |